# Spermacoce filiformis
Spermacoce filiformis är en måreväxtart som beskrevs av William Philip Hiern. Spermacoce filiformis ingår i släktet Spermacoce och familjen måreväxter. Inga underarter finns listade i Catalogue of Life.